# Dendrophryniscus proboscideus
Dendrophryniscus proboscideus é uma espécie de anfíbio da família Bufonidae. Endêmica do  Brasil, onde pode ser encontrada nos municípios de Salvador, Arataca e Uruçuca, no estado da Bahia, e no município de Almenara, no estado de Minas Gerais.

## Nomenclatura e taxonomia
A espécie foi descrita por George Albert Boulenger em 1882 como Phryniscus proboscideus. Em 2007, foi renomeada para Rhinella boulengeri, pois uma vez no gênero Rhinella o nome da espécie estava pré-ocupado pelo Bufo proboscideus Spix, 1824. Entretanto, quando a espécie foi transferida para o gênero Dendrophryniscus, o epíteto específico proboscideus voltou a ser utilizado.